# 미즈모토촌 (오사카부)
미즈모토촌(일본어: 水本村)은 일본 오사카부 가타노군·기타카와치군에 설치되었던 촌이다. 현재의 네야가와시 남동부에 해당한다.

## 역사
- 1889년 4월 1일 - 정촌제 시행에 의해 가타노군 미즈모토촌이 성립하였다.
- 1896년 4월 1일 - 군 통합에 의해 기타카와치군이 성립하였다.
- 1961년 6월 28일 - 네야가와시에 편입해, 동일 미즈모토촌은 폐지되었다.

## 교통

### 철도
일본국유철도 가타마치선이 촌을 통과했지만 역은 존재하지 않았다. 현재는 구촌 구역에 네야가와 공원역이 있지만, 당시에는 미개업 상태였다. 

### 도로
현재는 구촌 지역에 제2 게이한도로의 네야가와 북 인터체인지가 있지만, 당시에는 미개통 상태였다. 

## 참고문헌
- 角川日本地名大辞典 27 大阪府